# サトライ人
古代の地理において、サトライ人（サトライじん、ギリシア語: "Σάτραι"、Satrai）は、ネストス川（メスタ川）とストリモナス川（ストルマ川）の間のパンガエウス山に居住するトラキア人であった。

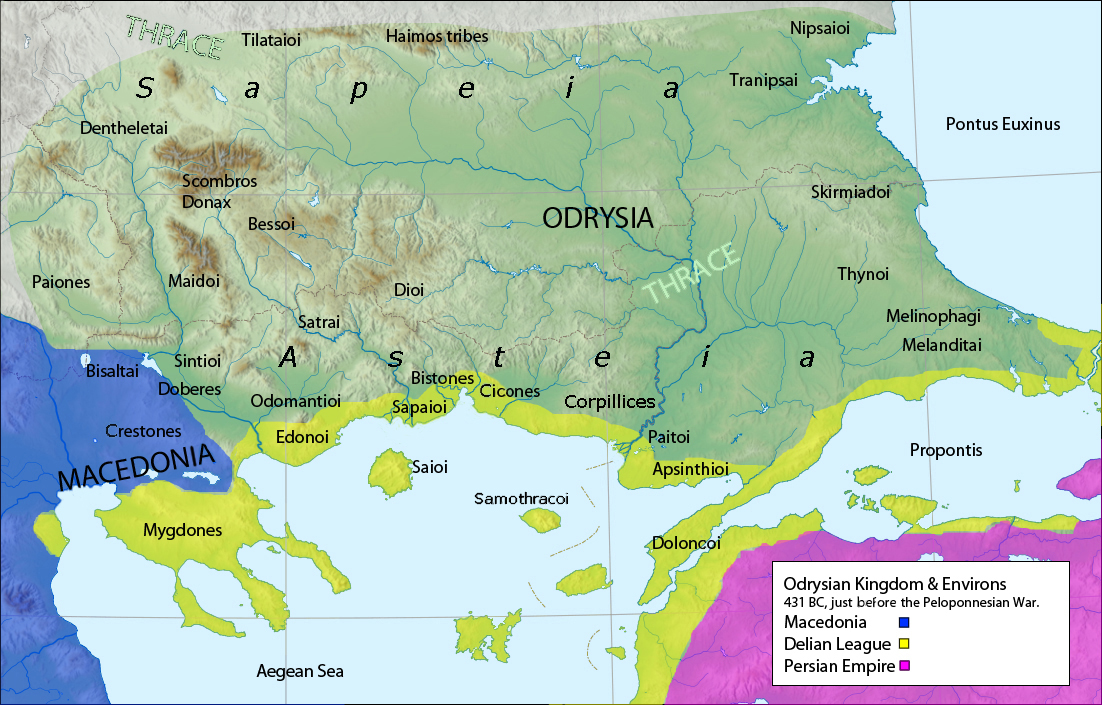
サトライのおおよその位置

ヘロドトスによれば、サトライ人は当時独立しており、人類の記憶に残っているうちには征服されたことがなかった。サトライ人は森と雪に覆われた非常に高い山々に居住していた。最も高い山にはディオニューソスの神官がおり、その言葉は巫女によって伝達されていた。
サトライ人はこの地域の金鉱および銀鉱の労働指揮者であった。ヘロドトスはサトライについて述べた唯一の古代の人物であり、東洋学・歴史地理学者のトマシェクはこの名称は民族のものではなく、トラキア人の氏族ディオイやベッシの戦闘的な気高さの名称であると考えている。
古典学者・言語学者 のジェーン・エレン・ハリソンらは、サトライ人をサテュロス（ディオニューソスの酒盛りの仲間）やケンタウロスと同一であると見なしている。サトライ人はΣατροκένται（Satrokentai）という名称（ヘクタイオスによればトラキアの氏族の名称であり、ビザンティウムのステファヌスによって引用されている）とも呼ばれており、これはハリソンらの推測を支持している。語尾の -κένταιはトラキア人の他氏族Επταί-κενθοςやΔινί-κενθοςに対応している。